# Yohan Cabaye
Yohan Cabaye (* 14. ledna 1986, Tourcoing, Francie) je bývalý francouzský fotbalový záložník. 20. února 2021 oznámil konec kariéry.

## Klubová kariéra
V seniorském fotbale debutoval v dresu Lille OSC.
V ročníku 2010/11 vyhrál s Lille francouzskou ligu i francouzský fotbalový pohár (čili získal s klubem tzv. double).
V červnu 2011 podepsal pětiletý kontrakt s Newcastle United FC. 18. ledna 2014 zařídil v Premier League dvěma góly vítězství 3:1 nad domácím celkem West Ham United FC.
Koncem ledna 2014 se nechal zlákat do bohatého francouzského klubu Paris Saint-Germain FC, kde podepsal smlouvu na tři a půl roku. V sezoně 2013/14 vyhrál s PSG Coupe de la Ligue (francouzský ligový pohár), ve finále proti Olympique Lyon se zrodila výhra 2:1. V sezóně 2014/15 získal s PSG druhý titul v Coupe de la Ligue.
Po sezóně 2014/15 v červenci 2015 přestoupil do anglického týmu Crystal Palace, kde podepsal tříletou smlouvu.

## Reprezentační kariéra
Hrál za mládežnické výběry Francie od kategorie do 16 let.
Cabaye debutoval v A-týmu Francie 11. srpna 2010 pod trenérem Laurentem Blancem v přátelském utkání v Oslu proti reprezentaci Norska (prohra 1:2), dostal se na hřiště v 74. minutě.

### Mistrovství Evropy 2012
Na EURU 2012 konaném v Polsku a na Ukrajině postoupila Francie se 4 body ze druhého místa základní skupiny do čtvrtfinále. V prvním utkání proti Anglii (remíza 1:1) nastoupil v základní sestavě a hrál do 84. minuty. Pak Francie porazila Ukrajinu 2:0 a Cabaye vstřelil v zápase druhý gól (byl to zároveň jeho první v dresu A-mužstva Francie). Utkání proti Švédsku (porážka 0:2) nehrál. Ve čtvrtfinále 23. června nestačil Cabaye se svými spoluhráči na největšího favorita turnaje Španělsko, s nímž Francie prohrála 0:2 a z turnaje vypadla.

### Mistrovství světa 2014
Trenér Didier Deschamps jej vzal na Mistrovství světa 2014 v Brazílii. Francouzi vypadli na šampionátu ve čtvrtfinále s Německem po porážce 0:1.

### Mistrovství Evropy 2016
Zúčastnil se i na domácího EURA 2016.